# Pogrom w Aleppo (1947)
Pogrom w Aleppo – pogrom ludności żydowskiej w Aleppo (Syria) dokonany przez część arabskich mieszkańców miasta 30 listopada 1947. Atak miał miejsce na fali antyżydowskich rozruchów na Bliskim Wschodzie i w Afryce Północnej po Rezolucji ONZ na rzecz partycji Brytyjskiego Mandatu Palestyny. Około 75 Żydów zamordowano, a kilkuset zostało rannych. W następstwie pogromu około połowa żydowskich mieszkańców Aleppo opuściła miasto.

## Przebieg
W listopadzie 1947 żydowska społeczność Aleppo liczyła około 10 tysięcy mieszkańców. 
29 listopada Zgromadzenie Ogólne ONZ przegłosowało rezolucję nr 181 na rzecz podziału Brytyjskiego Mandatu Palestyny na państwo żydowskie i arabskie. Następnego dnia w Aleppo tłum arabski zaatakował ludność żydowską miasta. Dokładna liczba zabitych nie jest znana, jednak szacuje się, że zamordowano około 75 osób, a kilkaset zostało rannych. Podpalono i zniszczono 10–18 synagog, około 150 domów mieszkalnych, 50 sklepów, pięć szkół, sierociniec i klub młodzieżowy.
Społeczność żydowska Aleppo nie podniosła się już po pogromie. Wkrótce połowa mieszkańców uciekła z miasta. W pożarze jednej z synagog zaginął Kodeks z Aleppo, jeden z dwóch najważniejszych rękopisów Biblii Hebrajskiej z tekstem masoreckim, spisany w X wieku. Kodeks ten, częściowo zniszczony, odnalazł się w Izraelu w 1958.
W ciągu kilkudziesięciu lat po pogromie wszyscy żydowscy mieszkańcy Aleppo opuścili miasto, w większości udając się do Izraela.